# Consejo de voceros
Un consejo de voceros (del inglés spokescouncil) es una colección de grupos de afinidad y de rizomas (una colección de grupos de la afinidad), que se reúnen para un propósito común, a menudo para coordinar la desobediencia civil o para la consolidación de algún proyecto. Está formada por delegados, donde cada uno de ellos es un “portavoz” seleccionado por cada grupo de afinidad del rizoma para representarlos en el consejo, previa una deliberación asamblearia. 
Este portavoz suele tener un rango de poder deliberativo limitado por la posición oficial y la voluntad de quienes lo envían. El consejo generalmente toma decisiones vía algún procedimiento de toma de decisión por consenso.
- Datos: Q7578918